# Azione Popolare (Romania)
Azione Popolare (in romeno Acțiunea Populară – AP) è stato un partito politico rumeno con un'ideologia di centro-destra, fondato e guidato da Emil Constantinescu nel 2001. Il 18 aprile 2008 si è unito al Partito Nazionale Liberale.
Azione Popolare è anche il nome di un gruppo politico nella Repubblica di Moldavia.

## Storia

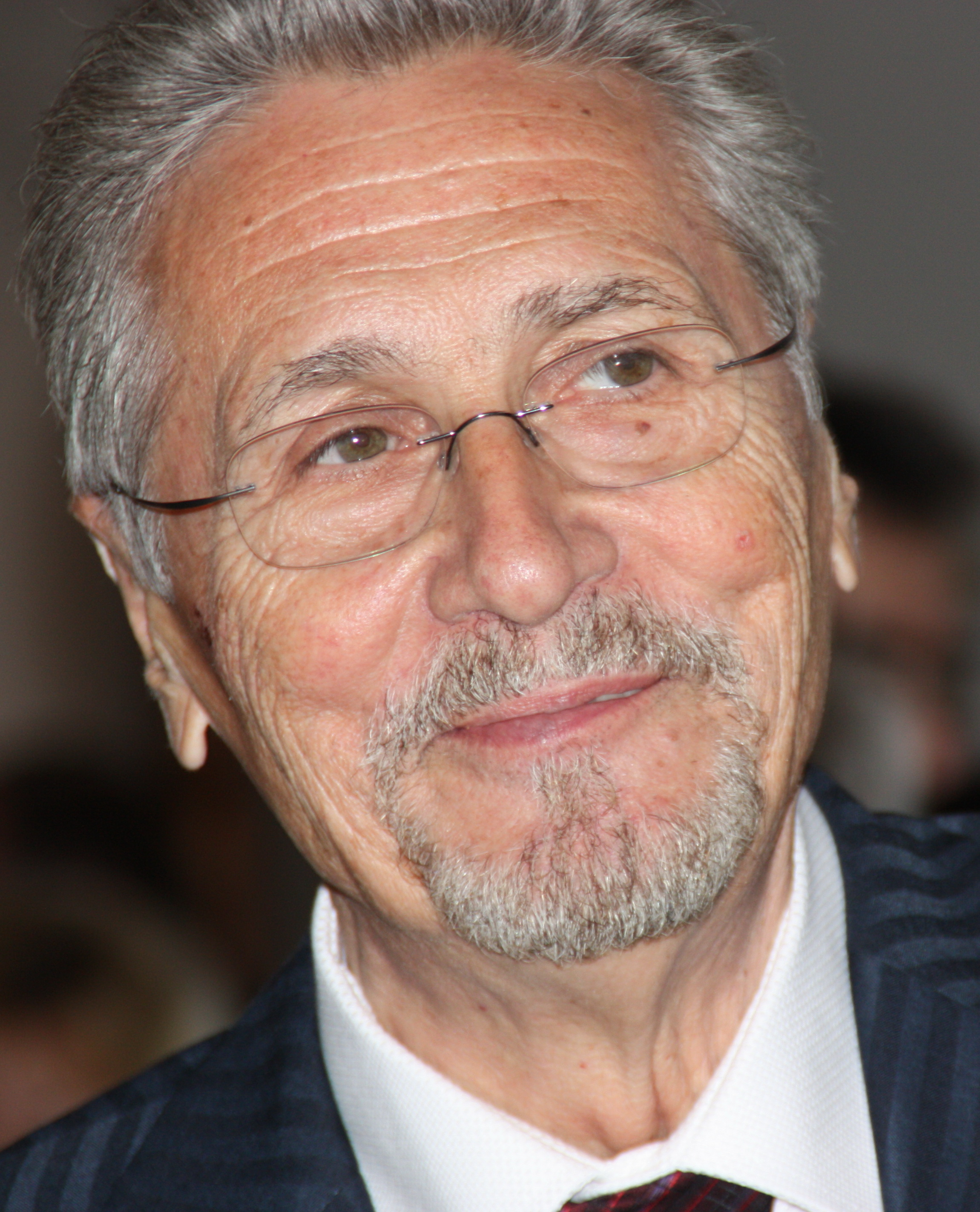
Emil Constantinescu nel 2009

Nato nel 2002 su iniziativa dell'ex presidente della repubblica Emil Constantinescu, Azione Popolare fu inizialmente un'associazione civica, che si prefiggeva di riunire sotto un'unica sigla i vari partiti di centro-destra (Partito Nazionale Liberale, Partito Nazionale Contadino Cristiano Democratico, Partito Popolare Cristiano), fronte politico che risultava frammentato dopo il fallimento della Convenzione Democratica Romena e la sconfitta alle elezioni del 2000. La finalità di Azione Popolare era quella di costituire un'ampia coalizione politica alternativa a quella che guidava il governo di centro-sinistra e rappresentata dal Partito Social Democratico di Adrian Năstase e Ion Iliescu. Fra i membri fondatori figuravano personalità vicine a Constantinescu che avevano fatto parte dei maggiori partiti di centro-destra negli anni precedenti: Smaranda Enache, Zoe Petre, Marius Vladu, Sorin Botez, Nicolae Noica, Mihai Gheorghiu, Vlad Roșca, Gheorghe Ceaușescu, Neagu Djuvara, Nicolae Breban, Octavian Bot e Mihai Sora.
Il partito si costituì ufficialmente il 17 settembre 2002 con l'iscrizione al registro dei partiti politici del tribunale di Bucarest, raccogliendo 33.365 sottoscrizioni. Il primo congresso del partito, che convalidò la presidenza di Constantinescu, si svolse il 14 luglio 2003 ed indicò sette vice-presidenti: Octavian Bot, George Șerban, Decebal Traian Remeș, Vlad Roșca, Zoe Petre, Danuț Cornea e Max Bădin.
Nel febbraio 2004 PAP assorbì altre due formazioni minori, il Partito Popolare Cristiano e la Federazione Ecologista di Romania, e partecipò alle elezioni in programma in quell'anno. Alle amministrative locali del mese di giugno ottenne 329 consiglieri comunali, 5 di distretto e 8 mandati di sindaco. Alle elezioni legislative di novembre non arrivò allo 0,5% e non ottenne alcun seggio in parlamento. Stesso destino ebbe la candidatura presidenziale di Marian Petre Miluț. Le elezioni furono vinte da una coalizione di centro-destra denominata Alleanza Giustizia e Verità, composta dal Partito Nazionale Liberale (PNL) e dal Partito Democratico (PD), che portò alla guida del governo il presidente del PNL Călin Popescu Tăriceanu.
La rottura di Alleanza Giustizia e Verità, nel 2007 spinse il PNL a cercare nuovi alleati. Vista la contiguità ideologica, Constantinescu si dichiarò disponibile ad una fusione con il partito di Tăriceanu. Il protocollo che ufficializzò l'unione fu firmato presso il palazzo del parlamento il 18 aprile 2008. Mentre Constantinescu annunciò il proprio ritiro dalla vita politica, numerosi membri della dirigenza di PAP, ricevettero incarichi di responsabilità anche all'interno del PNL: Smaranda Enache fu indicata come vicepresidente del PNL, Max Bădin membro dell'ufficio politico, Tiberiu Vladislav, Cătălin Harnagea e Vlad Roșca membri del consiglio nazionale, mentre Sorin Botez fu nominato membro fondatore onorario.

## Risultati elettorali
| Elezione          | Elezione | Voti   | %    | Seggi   |
| ----------------- | -------- | ------ | ---- | ------- |
| Parlamentari 2004 | Camera   | 48.152 | 0,47 | 0 / 332 |
| Parlamentari 2004 | Senato   | 52.487 | 0,51 | 0 / 137 |

| Elezione           | Elezione | Candidato          | Voti   | %    | Esito                |
| ------------------ | -------- | ------------------ | ------ | ---- | -------------------- |
| Presidenziali 2004 | I turno  | Marian Petre Miluț | 43.378 | 0,42 | ❌ Non eletta/o (9º) |